# Marea terrestre
La marea terrestre (també coneguda com a marea terrestre sòlida, marea de l'escorça, marea del cos) és el desplaçament de la superfície terrestre sòlida causat per la gravetat de la Lluna i el Sol. El seu component principal té una amplitud a nivell de metre en períodes d'unes 12 hores i més. Els components més grans de la marea corporal són semidiürns, però també hi ha contribucions significatives diürnes, semestrals i quinzenals. Tot i que la força gravitatòria que causa les marees terrestres i les marees oceàniques és la mateixa, les respostes són força diferents.

## Força de pujada de la marea
La més gran de les forces gravitatòries periòdiques prové de la Lluna, però la del Sol també és important. Les imatges aquí mostren la força de marea lunar quan la Lluna apareix directament per sobre de 30° N (o 30° S). Aquest patró es manté fixat amb la zona vermella dirigida cap a (o directament lluny de) la Lluna. El vermell indica una tirada cap amunt, el blau cap avall. Si, per exemple, la Lluna es troba directament per sobre de 90° O (o 90° E), les zones vermelles se centren a l'hemisferi nord occidental, a la part superior dreta. Vermell amunt, blau avall. Si, per exemple, la Lluna es troba directament per sobre de 90° O (90° E), el centre de la zona vermella és 30° N, 90° O i 30° S, 90° E, i el centre de la banda blavosa segueix el gran cercle equidistant d'aquests punts. A 30° de latitud es produeix un pic fort una vegada per dia lunar, donant una força diürna important a aquesta latitud. Al llarg de l'equador, dos pics (i depressions) de la mateixa mida imparteixen una força semidiürna.

## Components de la marea del cos
La marea terrestre abasta tot el cos de la Terra i no es veu obstaculitzada per l'escorça fina i les masses terrestres de la superfície, en escales que fan irrellevant la rigidesa de la roca. Les marees oceàniques són conseqüència de forces tangents (vegeu: marea d'equilibri) i de la ressonància de les mateixes forces impulsores amb períodes de moviment de l'aigua a les conques oceàniques acumulats durant molts dies, de manera que la seva amplitud i temps són força diferents i varien en distàncies curtes de només uns centenars de quilòmetres. Els períodes d'oscil·lació del conjunt de la Terra no estan propers als períodes astronòmics, de manera que la seva flexió es deu a les forces del moment.
Les components de la marea amb un període proper a les dotze hores tenen una amplitud lunar (distàncies de protuberància/depressió de la Terra) que són una mica més del doble de l'alçada de les amplituds solars, tal com es mostra a continuació. A la lluna nova i plena, el Sol i la Lluna estan alineats, i els màxims i mínims de marea lunar i solar (protuberàncies i depressions) se sumen per obtenir el major rang de marea a latituds particulars. A les fases del primer i tercer quart de la lluna, les marees lunars i solars són perpendiculars i el rang de marea és mínim. Les marees semidiürnes passen per un cicle complet (una marea alta i una marea baixa) aproximadament una vegada cada 12 hores i un cicle complet d'alçada màxima (una marea primaveral i una marea baixa) aproximadament un cop cada 14 dies.
La marea semidiürna (un màxim cada 12 hores aproximadament) és principalment lunar (només S₂ és purament solar) i dona lloc a deformacions sectorials que pugen i baixen al mateix temps per la mateixa longitud. Les variacions sectorials dels desplaçaments verticals i est-oest són màximes a l'equador i s'esvaeixen als pols. Hi ha dos cicles al llarg de cada latitud, les protuberàncies oposades l'una a l'altra i les depressions de manera semblant oposada. La marea diürna és lunisolar, i dona lloc a deformacions tesserals. El moviment vertical i est-oest és màxim a 45° de latitud i és zero a l'equador i als pols. La variació tesseral té un cicle per latitud, una protuberància i una depressió; les protuberàncies són oposades (antípodes), és a dir, la part occidental de l'hemisferi nord i la part oriental de l'hemisferi sud, per exemple. De la mateixa manera, les depressions s'oposen, en aquest cas la part oriental de l'hemisferi nord i la part occidental de l'hemisferi sud. Finalment, les marees quinzenals i semestrals presenten deformacions zonals (constants al llarg d'un cercle de latitud), ja que la gravitació de la Lluna o del Sol es dirigeix alternativament lluny dels hemisferis nord i sud a causa de la inclinació. Hi ha un desplaçament vertical zero a 35°16' de latitud.
Com que aquests desplaçaments afecten la direcció vertical, les variacions est-oest i nord-sud sovint es tabulen en mil·lisegons d'arc per a ús astronòmic. El desplaçament vertical es tabula amb freqüència en μgal, ja que el gradient de gravetat depèn de la ubicació, de manera que la conversió de distància només és d'aproximadament 3 μgal per centímetre.

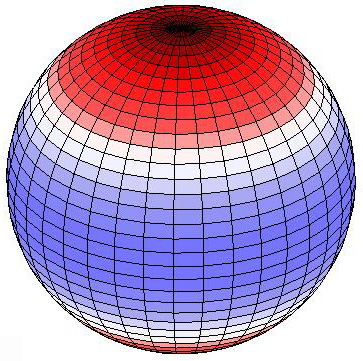
Desplaçaments verticals del moviment zonal. Vermell amunt, blau avall.

### Components de la marea
Principals components de les marees. Les amplituds poden variar de les enumerades en uns quants per cent.
| Semidiürn              |           |               |               |
| Component de marea     | Període   | Amplitud (mm) | Amplitud (mm) |
| Component de marea     | Període   | vertical      | horiz.        |
| M₂                     | 12.421 h  | 384.83        | 53.84         |
| S₂ (solar semidiürn)   | 12 h      | 179.05        | 25.05         |
| N₂                     | 12.658 h  | 073.69        | 10.31         |
| K₂                     | 11.967 h  | 048.72        | 06.82         |
|                        |           |               |               |
| Diürn                  |           |               |               |
| Component de marea     | Període   | Amplitud (mm) | Amplitud (mm) |
| Component de marea     | Període   | vertical      | horiz.        |
| K1                     | 23.934 h  | 191.78        | 32.01         |
| O1                     | 25.819 h  | 158.11        | 22.05         |
| P1                     | 24.066 h  | 070.88        | 10.36         |
| φ1                     | 23.804 h  | 003.44        | 00.43         |
| ψ1                     | 23.869 h  | 002.72        | 00.21         |
| S1 (solar diürn)       | 24 h      | 001.65        | 00.25         |
|                        |           |               |               |
| A llarg termini        |           |               |               |
| Component de marea     | Període   | Amplitud (mm) | Amplitud (mm) |
| Component de marea     | Període   | vertical      | horiz.        |
| Mf                     | 13.661 d  | 040.36        | 05.59         |
| Mm (lluna mensual)     | 27.555 d  | 021.33        | 02.96         |
| Ssa (solar semiannual) | 0.5 yr    | 018.79        | 02.60         |
| Lunar node             | 18.613 yr | 016.92        | 02.34         |
| Sa (solar annual)      | 1 yr      | 002.97        | 00.41         |

## Càrrega de marea oceànica
A les zones costaneres, com que la marea oceànica està força desfasada amb la marea terrestre, a la marea alta hi ha un excés d'aigua sobre el que seria el nivell d'equilibri gravitatori i, per tant, el terra adjacent cau en resposta a les diferències resultants de pes. Amb la marea baixa hi ha dèficit d'aigua i el terra puja. Els desplaçaments provocats per la càrrega de la marea oceànica poden superar els desplaçaments deguts a la marea del cos de la Terra. Els instruments sensibles a l'interior sovint han de fer correccions similars. La càrrega atmosfèrica i els esdeveniments de tempesta també poden ser mesurables, tot i que les masses en moviment són menys pesades.

## Efectes
Els sismòlegs han determinat que els esdeveniments microsísmics estan correlacionats amb les variacions de les marees a l'Àsia central (al nord de l'Himàlaia); vegeu: desencadenament mareal de terratrèmols.
Els vulcanòlegs utilitzen els moviments regulars i previsibles de la marea de la Terra per calibrar i provar instruments sensibles de control de la deformació del volcà; les marees també poden desencadenar esdeveniments volcànics.
L'amplitud semidiürna de les marees terrestres pot arribar a uns 55 cm (22 polzades) a l'equador, la qual cosa és important en geodèsia mitjançant el sistema de posicionament global, interferometria de línia de base molt llarga i els mesuraments de distància làser per satèl·lit. A més, per fer mesures angulars astronòmiques precises requereix un coneixement precís de la velocitat de rotació de la Terra (durada del dia, precessió, a més de la nutació), que està influenciat per les marees terrestres (vegeu també: marea polar).
Les marees terrestres també s'han de tenir en compte en el cas d'alguns experiments de física de partícules.

Per exemple, al CERN o al SLAC National Accelerator Laboratory, els acceleradors de partícules molt grans es van dissenyar tenint en compte les marees terrestres per al funcionament correcte. Entre els efectes que cal tenir en compte es troben la deformació de la circumferència dels acceleradors circulars i també l'energia del feix de partícules.

## En altres objectes astronòmics
Les marees corporals també existeixen en altres objectes astronòmics, com ara planetes i llunes. A la Lluna de la Terra, les marees corporals "varien al voltant de ±0,1 m cada mes". Té un paper clau en la dinàmica a llarg termini dels sistemes planetaris. Per exemple, és a causa de les marees corporals a la Lluna que és capturada en la ressonància de l'òrbita de rotació 1:1 i sempre ens mostra un costat.(xinès) Les marees corporals a Mercuri el fan atrapat en la rotació 3:2. ressonància de l'òrbita amb el Sol. Per la mateixa raó, es creu que molts dels exoplanetes són capturats en ressonàncies d'òrbita de gir superior amb les seves estrelles hostes.